# Taichung
Taichung of Taizhong (traditioneel Chinees: 台中 of 臺中; vereenvoudigd Chinees: 台中; pinyin: Táizhōnɡ) is een stad en stadsprovincie in het westen van Taiwan. In 2010 had de stad 2.629.323 inwoners, waarmee het de 3e stad was van Taiwan (na Taipei en Kaohsiung). De naam van de stad, die een oppervlakte heeft van 2215 km², betekent Centraal Taiwan.
In Taichung staat de kolencentrale met de hoogste uitstoot van koolstofdioxide ter wereld (41,3 miljoen ton per jaar).

## Geboren
- Chang Ming-Huang (7 augustus 1982), kogelstoter